# Vera de Backker
Vera de Backker (Heemstede, 13 april 1962) is een Nederlands schilder en illustratrice.

## Biografie

### Opleiding en werk
Vera de Backker werd geboren in Heemstede. Na haar middelbare school studeerde ze aan de Hogeschool van de Kunsten in Utrecht. De Backker werkt voornamelijk met acrylverf en gouacheverf. Sinds 1989 illustreert ze prentenboeken waaronder Koosje Koala die erg bekend werd. In 2005 studeerde zij af als kleurdocent. Geeft coaching via kleur dmv schildersessies en maakt ze schilderijen.

### Privé
Vera de Backker woont met haar man in Bergen. Samen hebben ze een dochter.